# یوزف ارتل
یوزف ارتل (انگلیسی: Josef Ertl؛ ۷ مارس ۱۹۲۵ – ۱۶ نوامبر ۲۰۰۰) سیاستمدار و کشاورز اهل آلمان بود. وی در کابینه‌های ویلی برانت، هلموت اشمیت و هلموت کوهل وزیر کشاورزی آلمان بود.
یوزف ارتل در ۱۶ نوامبر ۲۰۰۰، در سن ۷۵ سالگی درگذشت.